# Южный Кенсингтон
Южный Кенсингтон (англ. South Kensington) — южная часть Кенсингтона в Лондоне, которая вслед за проведением первой всемирной выставки по инициативе принца Альберта была превращена в музейный городок Альбертополь (Albertopolis). Основные культурно-просветительские учреждения викторианской эпохи расположены вдоль Выставочной дороги (Exhibition Road):
| Изображение | Название                            | Год открытия |
| ----------- | ----------------------------------- | ------------ |
|             | Музей естествознания                | 1881         |
|             | Политехнический музей               | 1857         |
|             | Альберт-холл                        | 1871         |
|             | Горная академия                     | 1851         |
|             | Музей Виктории и Альберта           | 1852         |
|             | Королевское географическое общество | 1830         |
|             | Королевский колледж музыки          | 1882         |

## Известные уроженцы и жители

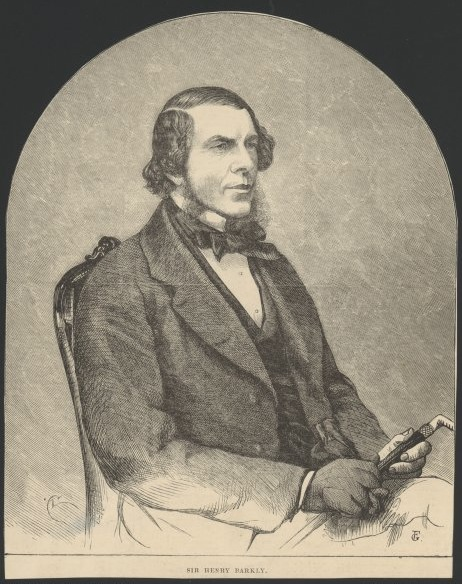
Генри Баркли

- Генри Баркли (1815—1898), британский политик, покровитель наук, колониальный губернатор Британской Гвианы[англ.] (12 февраля 1849 — 11 мая 1853), Ямайки (1853—1856), штата Виктория (Австралия) (26 декабря 1856 — 10 сентября 1863), Британского Маврикия (21 августа 1863 — 3 июня 1870), Капской колонии[англ.] (31 декабря 1870 — 31 марта 1877).
- Эрик Хебборн (1934—1996) — британский художник, реставратор, мемуарист и фальсификатор произведений старых мастеров. Скончался при таинственных обстоятельствах в Риме.